# 結城忠正
結城 忠正（ゆうき ただまさ）は、戦国時代の武将。三好長慶、松永久秀の家臣。キリシタン。結城国治や結城国縁を忠正の前身とする説がある。

## 生涯
室町幕府の奉公衆で、元々政所執事・伊勢貞孝の使者として三好氏に接していた。その後、三好長慶に仕え、永禄初年よりその重臣の松永久秀に属した。
永禄3年（1560年）、キリスト教宣教師のガスパル・ヴィレラが将軍・足利義輝と三好長慶から布教の允許状を得たが、当初キリシタンの追放を考えた久秀は、その詮議を忠正と清原枝賢に任せた。忠正ははじめ、訴訟のため久秀のもとを訪れた京都の町人・ディオゴとの宗論を通じてキリスト教に関心を抱き、ヴィレラにより派遣された日本人宣教師のロレンソ了斎に感化されて、清原枝賢、高山友照らと共に受洗した（『フロイス日本史』）。これは畿内で最も古いキリシタン武将の誕生であり、忠正は畿内のキリシタンの有力な庇護者となった。
フロイスによると、忠正は学問・交霊術に優れており、また偉大な剣術家であったという。剣術については、新陰流の剣豪・柳生厳包が父・利厳の口伝を書き残した『柳生連也自筆相伝書』の中に、「結城進斎」として触れられた一節がある。厳包によると柳生家に伝わる「左太刀」という構えは、当時松永久秀に仕えていた厳包の曽祖父・宗厳に忠正が伝えたもので、流祖・上泉信綱の教えにないものだという。
永禄3年（1560年）11月に久秀が大和国宇陀郡に侵攻した際、沢氏との交渉を今村慶満とともに行い、沢城を開城させた。三好長慶没後は松永久秀に従って三好三人衆と戦ったとみられ、久秀が織田信長に通じると信長より大和国の柳生氏の調略を任されている（『柳生文書』）。永禄11年（1568年）に信長が足利義昭を奉じて上洛した際には、久秀と共に信長に従った。元亀2年（1571年）2月、永禄12年（1569年）より停止していた興福寺の薪能を久秀が再開させているが、その費用の徴収を他の家臣らとともに命じられている。
子に左衛門尉、甥に結城弥平次がおり、いずれもキリシタンである。